# پیگژا
پیگژا (به لهستانی:  Pigża) یک روستا در لهستان است که در گمینا ووبیانکا واقع شده‌است. پیگژا ۹۶۶ نفر جمعیت دارد.